# Sant Andreu Jazz Band

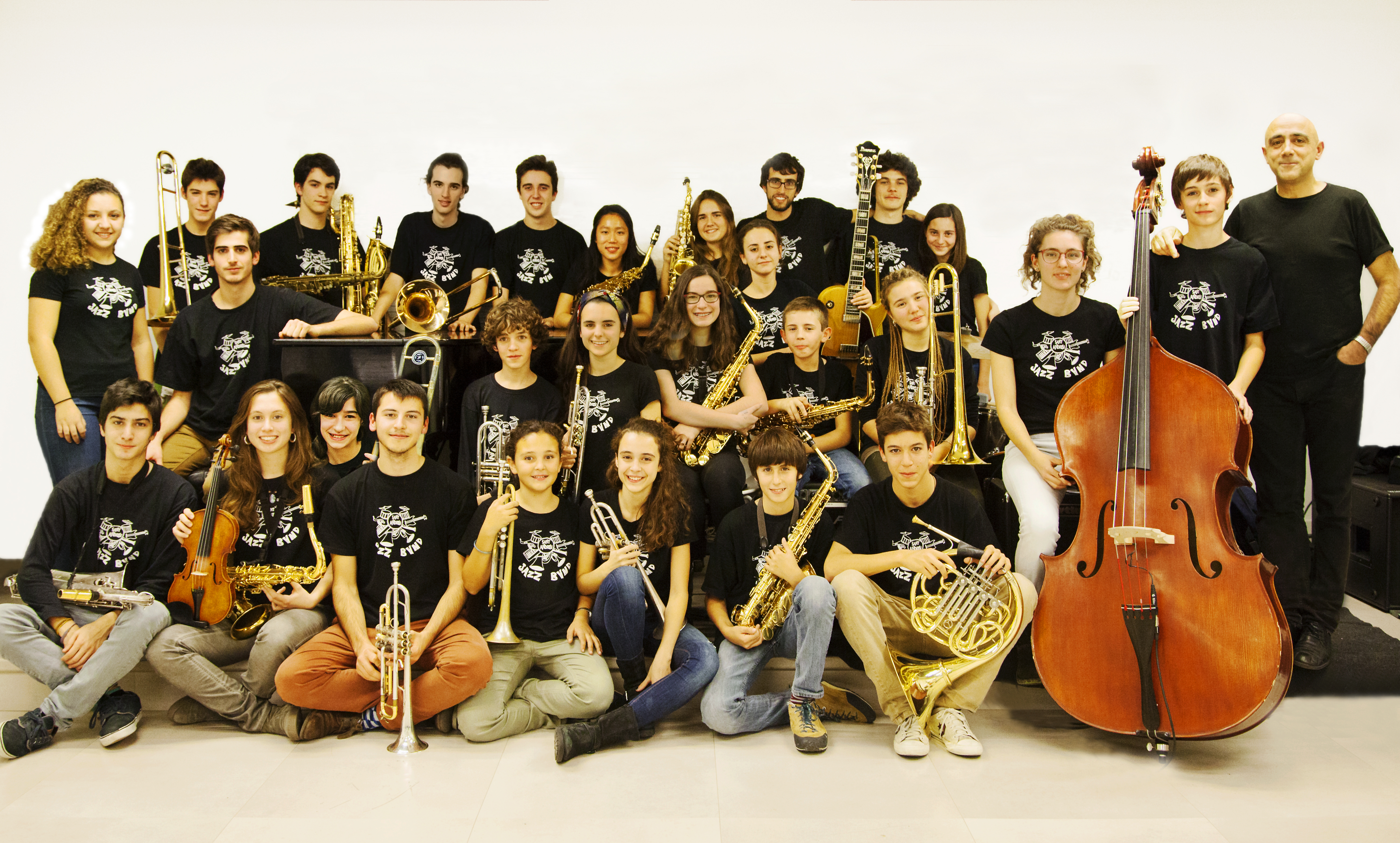
2016

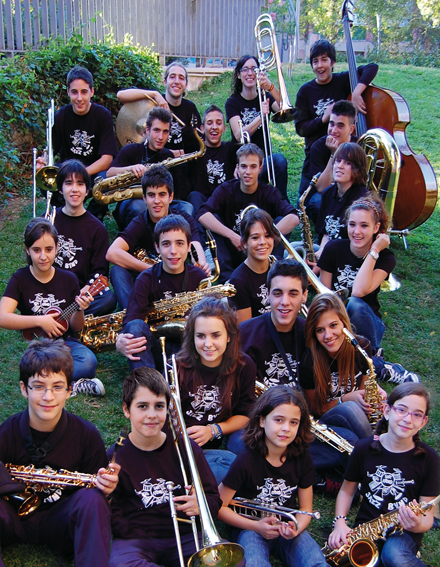
2010

Sant Andreu Jazz Band ist eine Jazz-Big Band aus Barcelona, bestehend aus 8- bis 20-jährigen jugendlichen Musikern. Der Gründer und Dirigent ist Joan Chamorro.

## Außergewöhnliche Jugend-Bigband
Die Sant Andreu Jazz Band unterscheidet sich von vielen anderen Kinder-/Jugendorchestern durch ihr anspruchsvolles Repertoire und die außergewöhnlich breite Altersspanne der Spieler. Die Band zeichnet sich auch durch die bedeutende Rolle sehr junger Mitglieder aus, sogar unter 8 Jahren, die Soloparts spielen.
Neben dem Dirigenten Joan Chamorro sind weitere Jazzmusiker an der Pflege des Repertoires beteiligt, z. B. Pianist Joan Monné, Posaunist Sergi Vergés und Musiker-Komponist Alfons Carrascosa.

## Werdegang
Die Band wurde 2006 an der städtischen Musikschule Escola Municipal de Música de Sant Andreu gegründet. Sie ist bei vielfältigen Konzerten und Festivals in Katalonien und anderen Regionen von Spanien sowie in weiteren europäischen Ländern aufgetreten. Ihre erste live CD/DVD Jazzing: Live at Casa Fuster wurde in 2009 aufgenommen. Neben etablierten Jazzmusikern traten dabei neben anderen jungen Talenten Andrea Motis und Irene Reig auf.
Das Repertoire enthält viele Klassiker des Jazz sowie des Bossa Nova und ähnlicher Stile. Etliche Musiker spielen mehrere Instrumente, und die Mehrzahl der weiblichen sowie einige der männlichen Mitglieder singen in Soloparts und als Chorbegleitung.
2010 war ein entscheidendes Jahr für die Band, durch Auftritte bei mehr als 20 Festivals, unter anderem Valls, Terrassa, Girona, Barcelona, Platja d’Aro, und Bühnen wie el Jamboree, Palau de la Música Catalana, JazzSi, Hotel Casa Fuster, zusammen mit internationalen Jazzmusikern wie Dick Oatts, Ken Peplowski, Bobby Gordon, Perico Sambeat, Ignasi Terraza, Matthew Lee Simon und Esteve Pi. Die Band veröffentlichte in diesem Jahr ihre zweite CD Jazzing vol.2.
Im November 2011, beim 43. Barcelona International Jazz Festival, führte die Band ein eigenes Konzert im renommierten Palau de la Música Catalana in Barcelona auf. Dabei wirkten als internationale und lokale Gaststars Terell Stafford, Wycliffe Gordon, Jesse Davis, Ignasi Terraza, Ricard Gili, Josep Traver, Esteve Pi und Curro Gálvez mit. Bei diesem Anlass wurde die CD + DVD Jazzing 3 mitgeschnitten.
2012 produzierte der Regisseur Ramón Tort die Dokumentation A film about kids and music, basierend auf dem Werk und den Aktivitäten der Band. Der Film wurde 2013 beim Lights. Camera. Help. Festival in Austin, Texas, USA zum besten Spielfilm gewählt.
Seit 2011 ist die Band unabhängig von der Musikschule. Die Besetzung ändert sich immer wieder, weil die jungen Musiker in neue Lebensabschnitte eintreten (Studium, Beruf …). Die durchschnittliche Dauer der Beteiligung ist sehr hoch (teilweise über 10 Jahre), und damit auch die Qualität der Band.
Die Band tritt unter anderem regelmäßig bei Jazzfestivals in San Andreu (September) und Barcelona (November) auf.
Wiederholte Konzerte im europäischen Ausland (z. B. Frankreich, Schweiz, Dänemark) untermauern den Bekanntheitsgrad ebenso wie eine umfangreiche Präsenz in sozialen Medien. Der YouTube-Kanal @JoanChamorro enthält deutlich über 1000 Videoaufnahmen einzelner Songs.
2021 hat Sant Andreu Jazz Band das 15-jährige Bühnenjubiläum mit zwei Konzerten beim Barcelona International Jazz Festival begangen, vgl. die CDs Jazzing 12 vol. 2. und Joan Chamorro Presenta's Big Band Kleinere Combos bestehend aus älteren Jugendlichen treten auch in einem weltweiten Rahmen auf, z. B. mit der WDR Big Band in Köln und in  Bengaluru (Indien).
Einige Bandmitglieder haben sich in der internationalen Jazzszene durchgesetzt, vor allem Andrea Motis und Rita Payés.

## Auszeichnungen
Sant Andreu Jazz Band erhielt den Preis „Premi Alícia 2021 für das Bildungsprojekt“ von der Acadèmia Catalana de la Música, Barcelona.
2025 erreichte Sant Andreu Jazz Band beim Wettbewerb „Essentially Ellington“ von Jazz at Lincoln Center in New York, der vom 7. bis 11. Mai stattfand, den mit 7.500 $ dotierten zweiten Platz. Mit einer „Ehrenvollen Erwähnung“ wurde die Rhythmussektion sowie die Musiker Bernat Benavente (Baritonsaxophon) und Gerard Peñaranda (Trompete) geehrt. Als „hervorragend“ wurde die Trompetensektion sowie Clàudia Rostey (Gesang), Pau Garcia (Piano), Lola Peñaranda (Tenorsaxophon), Marti Costalago und Elsa Armengou (Trompete) ausgezeichnet.

## Diskografie
- Jazzing 1, Live at Casa Fuster Barcelona (2009, Temps Record)
- Jazzing 2 (2011, Temps Record)
- Jazzing 3,  Live at el Palau de la Música (2012, Temps Record), mit Jesse Davis, Terell Stafford, Wycliffe Gordon, Ricard Gili, Josep Traver, Esteve Pi und Curro Gálvez
- Ramon Tort: A film about Kids and Music (DVD, 2012)
- Jazzing 4 vol. 1 und 2  (zwei CDs)  (2014, Temps Record), mit Dick Oatts, Scott Robinson, Scott Hamilton, Victor Correa, Ricard Gili und Ignasi Terraza
- Jazzing 5  (2015, Temps Record), mit Scott Robinson, Dick Oatts, Perico Sambeat, Ignasi Terraza, Josep Traver, Esteve Pi, Josep Maria Farràs, Toni Belenguer und Curro Gálvez
- Jazzing 6 vol. 1 und 2  (2016, Temps Record), mit John Allred, Joel Frahm, Luigi Grasso, Jon-Erik Kellso, Ignasi Terraza, Josep Traver und Esteve Pi
- Jazzing 7  (2017, Temps Record), mit  Luigi Grasso, Enrique Oliver, Ignasi Terraza, Josep Traver, Esteve Pi, Toni Belenguer, Eva Fernández und Magalí Datzira
- Jazzing 8 vol. 1 + 2 + 3  (2018, Temps Record), mit Perico Sambeat, Luigi Grasso, Joe Magnarelli, Fredrik Norén, Christoph Mallinger, Andrea Motis, Pasquale Grasso, Luca Pisani, Ignasi Terraza, Josep Traver und Esteve Pi
- Jazzing 9 vol. 1 + 2  (2019, Temps Record), mit Fredrik Norén, Scott Hamilton, John Allred, Fredrik Lindborg, Ray Colom, Allan Vaché, John Allred, Luigi Grasso, Fredrik Carlquist, Andrea Motis, Ignasi Terraza, Josep Traver und Estéve Pi
- Jazzing 9 vol. 3  (2020, Temps Record), mit Scott Hamilton, Luigi Grasso, Fredrik Carlquist, Bertil Strandberg, Ignasi Terazza, Josep Traver und Estéve Pi
- Jazzing 10 vol. 1 + 2 + 3  (2020, Temps Record), mit Dick Oatts, Scott Hamilton, Joe Magnarelli, Fredrik Norén, Anastasia Ivanova, Joan Monné, Joe Magnarelli, David Xirgu, Fredrik Norén, Joan Monné und David Xirgu
- Jazzzing 11 vol. 1  (2021, Temps Record), mit Perico Sambeat, Carlos Martin und Manel Fortia
- Jazzing 11 vol. 2 + 3 small groups at the jazz house (2022, Temps Record)
- Jazzing 11 vol. 4 la magia de la veu (2022, Temps Record)
- Jazzing 12 vol. 1 + 2  (2022, Temps Record), mit Dena Derose, Scott Hamilton, Fredrik Norén, Andrea Motis und Anastasia Ivanova
- Joan Chamorro Presenta's Big Band (2023, Jazz to Jazz) u. a. mit den ehemaligen Mitgliedern Èlia Bastida, Joana Casanova, Joan Codina, Magalí Datzíra, Jan Domènech, Eva Fernández, Andrea Motis, Joan Marti, Marc Martín, Carla Motis, Rita Payés, Marçal Perramón, Joan Mar Sauqué und Max Tato
- Sant Andreu abraça Brasil (2023, Temps Record) mit vielen Gaststars
- Jazzing 13 - Passing the torch (2023, Temps Record), mit Marc Trepat, Ricard und Toni Gili von der früheren Locomotora Negra Band
- Jazzing 14, vol. 1 + 2 (2024)